# فرناندو بوستوس
فرناندو بوستوس (بالإسبانية: Fernando Bustos) هو لاعب كرة قدم مكسيكي، ولد في 1 أغسطس 1944 في مدينة مكسيكو في المكسيك، وتوفي في 23 سبتمبر 1979 في Tepeji ‏ في المكسيك. شارك مع منتخب المكسيك لكرة القدم. أما مع النوادي، فقد لعب مع كروز آزول ونادي نيكاكسا.

## وصلات خارجية
- فرناندو بوستوس على موقع ناشيونال فوتبول تيمز (الإنجليزية)
- فرناندو بوستوس على موقع عالم كرة القدم.نت (الإنجليزية)
- فرناندو بوستوس على موقع أوليمبيديا (الإنجليزية)